# کوئینبیان
کوئینبیان (به انگلیسی: Queanbeyan) یک شهر در استرالیا است که در ایالت نیو ساوت ولز واقع شده‌است.

## نگارخانه

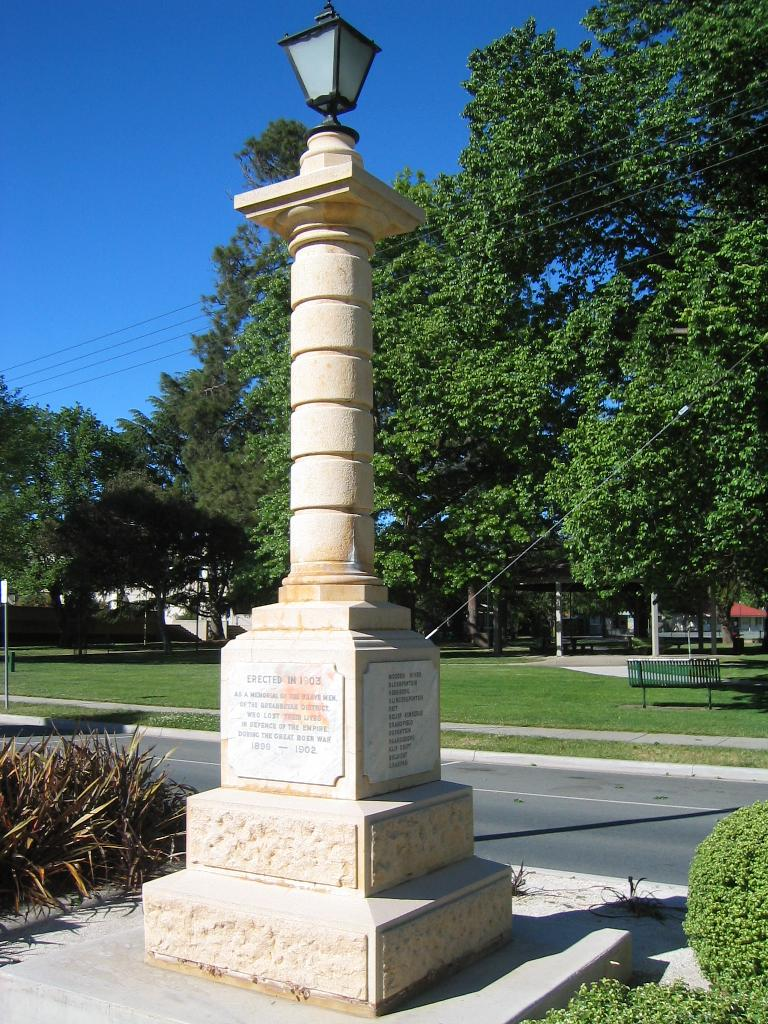
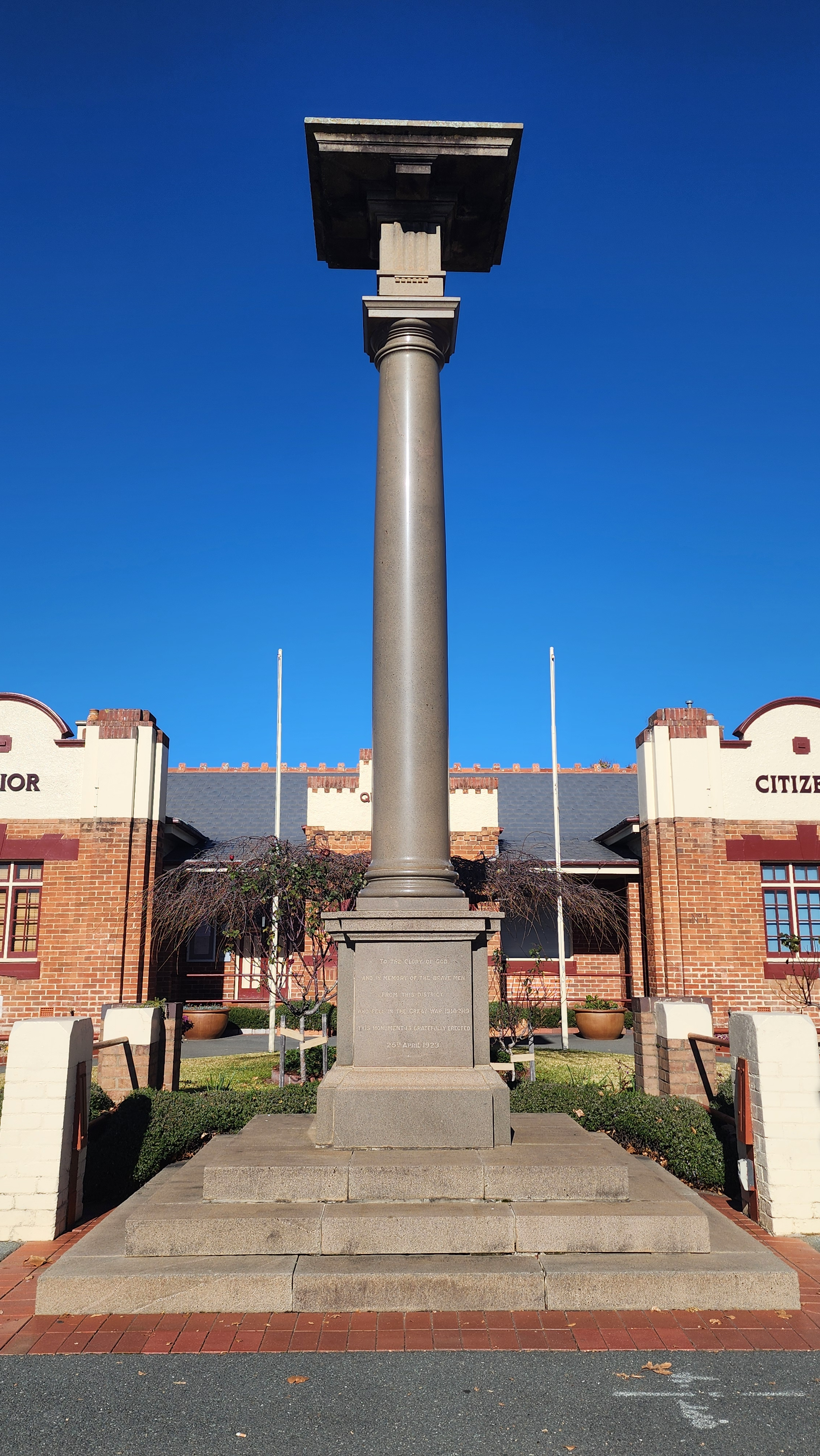
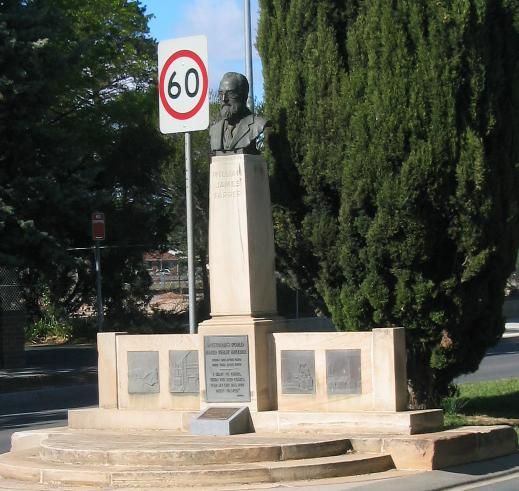
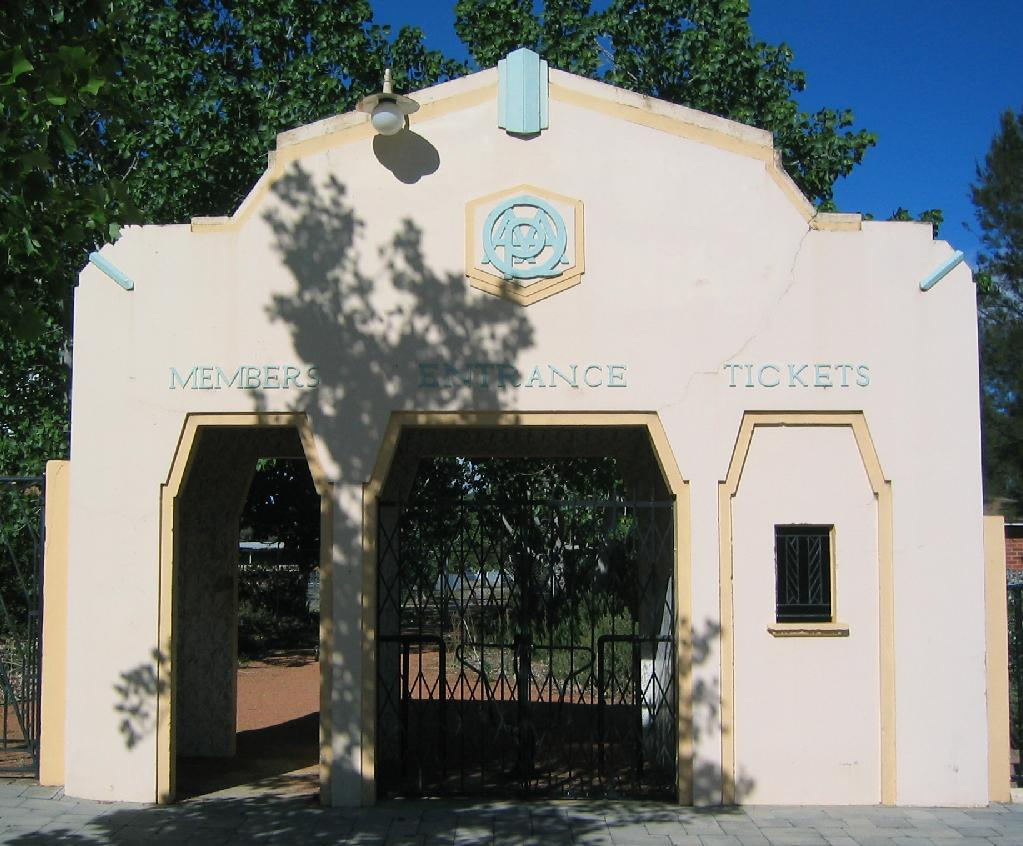
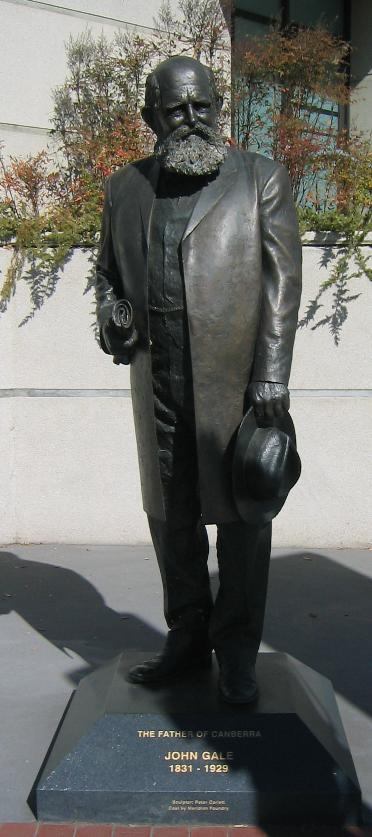
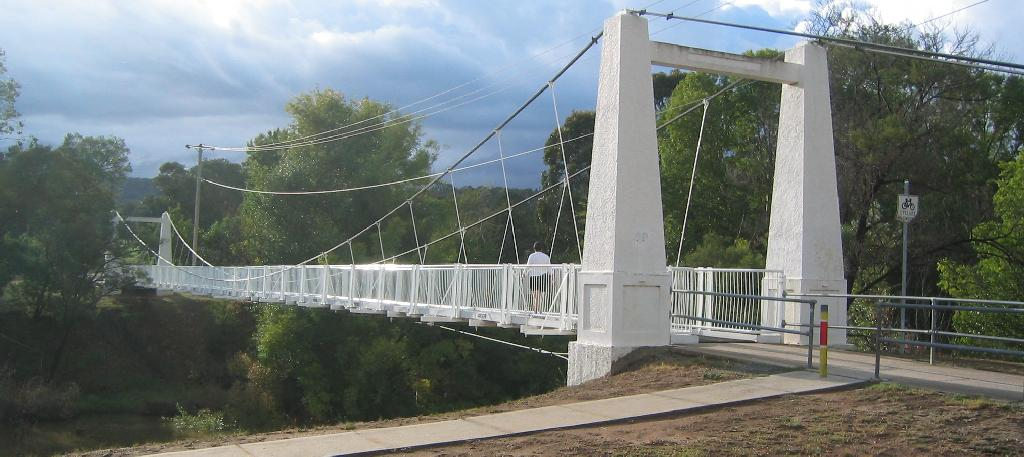
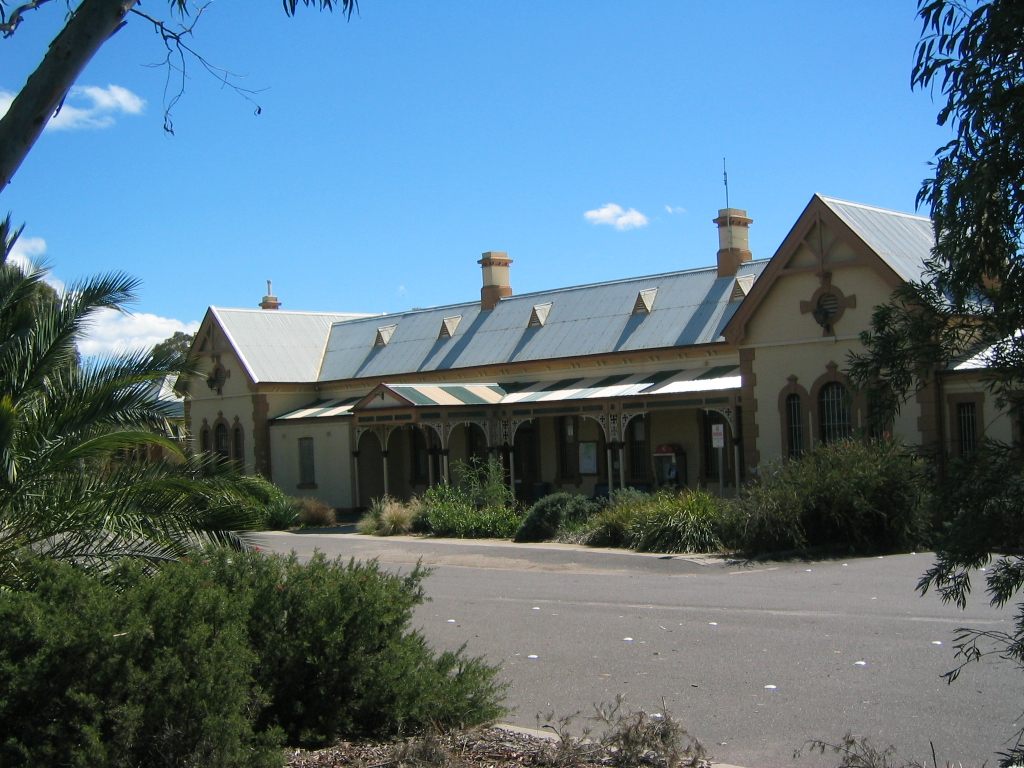